# Dialog social
Organizația Internațională a Muncii stabilește ca dialogul social include toate tipurile de negocieri, consultări sau simple schimburi de informații între reprezentanți ai guvernului, angajatorilor și lucrătorilor, cu privire la teme de interes comun din domeniul politicii economice și sociale. 
Art. 1 din Legea nr. 62/2011 enumera ca parteneri sociali, în cadrul dialogului social, sindicatele sau organizațiile sindicale, angajatorii ori organizațiile patronale, precum și reprezentanții autorităților administrației publice, care interacționează în procesul de dialog social.

## Controverse
Prin Legea nr. 62/2011 a dialogului social au fost introduse o serie de reglementări care îngrădesc activitatea sindicală și îngreunează dialogul dintre partenerii sociali, cum ar fi: dificultatea sindicatelor de a-și constitui sediul în cadrul unității; lipsa de protecție a liderilor de sindicat după încetarea mandatului; constituirea unui sindicat se poate realiza exclusiv prin aderarea salariaților din cadrul aceleiași societăți, fără salariați de la alți angajatori; liderii de sindicat nu mai au dreptul de a fi invitați și de a participa „în consiliile de administrație la discutarea problemelor de interes profesional, economic, social, cultural sau sportiv”; începând cu intrarea în vigoare a Legii nr. 62/2011 a dispărut obligativitatea contractului colectiv de muncă la nivel național și cel la nivel de ramură; pe durata valabilității unui acord colectiv de muncă angajații nu pot declanșa un conflict colectiv de muncă și altele. 